# Erik Then-Bergh
Erik Then-Bergh (* 3. Mai 1916 in Hannover; † 19. April 1982 in Baldham bei München) war ein deutscher Pianist und Musikpädagoge. Ab 1952 war er Lehrstuhlinhaber an der Musikhochschule München.

## Leben und Wirken
Erik Then-Bergh, Sohn von Luise Then-Bergh, geborene Kruse, und des Kaufmanns Max Then-Bergh, erhielt seinen ersten Klavierunterricht mit fünf Jahren von seinem Vater und eine weitere Ausbildung bei der hannoverschen Klavierpädagogin Clara Spitta (1885–1955). Seinen ersten öffentlichen Auftritt hatte er mit 13 Jahren in seiner Heimatstadt. Später studierte er Klavier in Frankfurt am Main in der Meisterklasse von Alfred Hoehn und vertiefte dann seine Studien bei Carl Adolf Martienssen in Berlin. Als 20-Jähriger gewann er den Walter-Bachmann-Preis in Dresden. Er gab 1938 in der Deutschen Oper Berlin sein Debüt als Konzertpianist mit Klavierkonzerten von Beethoven und Brahms. Der Höhepunkt seiner Karriere war während des Zweiten Weltkriegs, wo er unter bekannten Dirigenten wie Hans Knappertsbusch, Karl Böhm und Herbert von Karajan spielte und 1940 in Berlin den Nationalen Musikpreis als bester Nachwuchspianist gewann.
Nach dem Krieg führten ihn ausgedehnte Konzertreisen durch ganz Europa, wo er unter bekannten Dirigenten wie Herbert von Karajan oder Joseph Keilberth spielte. Im Jahr 1954 spielte er unter dem Dirigenten Wilhelm Furtwängler vier Konzerte in Hamburg und Berlin. Furtwängler war von ihm so beeindruckt, dass er ihm antrug, die revidierte Fassung seines Symphonischen Konzerts in h-moll auf einer großen Konzerttournee mit den Berliner Philharmonikern aufzuführen. Beide probten und arbeiteten gemeinsam an dem Werk, aber Furtwänglers Tod am 30. November 1954 ließ die Tour scheitern. Erik Then-Bergh spielte dieses Konzert dann knapp vier Jahre später, am 25. Januar 1958 im Konzertsaal der Hochschule für Musik Berlin mit den Berliner Philharmonikern in einer Hommage an Furtwängler. Dirigent war Artur Rother.
Then-Bergh gehörte auch zu den wenigen Pianisten, die  das Klavierkonzert von Hans Pfitzner im Repertoire hatten.
Then-Bergh war nicht nur Pianist, sondern auch ein engagierter Musikpädagoge. Seit 1949 unterrichtete er an der Folkwang-Schule der Stadt Essen, ab 1952 zugleich und später ganz an der Musikhochschule München, wo er als ordentlicher Professor bis zu seinem Tod lehrte. Er lebte von da an in Baldham (Oberbayern). Seine Schallplattenaufnahmen (zuerst erschienen bei Deutsche Grammaphon, Electrola und Supraphon) konzentrieren sich hauptsächlich auf die Werke Beethovens, Mozarts und Max Regers. Im Jahr 1955 saß er, wie bereits sein Lehrer Alfred Hoehn 1932 und 1937, in der Jury des Internationalen Chopinwettbewerbs in Warschau.
Erik Then-Bergh war evangelisch, verheiratet und wohnte in Baldham, wo er auch starb.